# Sidlaghatta
Sidlaghatta è una città dell'India di 41.105 abitanti, situata nel distretto di Kolar, nello stato federato del Karnataka. In base al numero di abitanti la città rientra nella classe III (da 20.000 a 49.999 persone).

## Geografia fisica
La città è situata a 13° 23' 17 N e 77° 51' 46 E e ha un'altitudine di 877 m s.l.m..

## Società

### Evoluzione demografica
Al censimento del 2001 la popolazione di Sidlaghatta assommava a 41.105 persone, delle quali 21.185 maschi e 19.920 femmine. I bambini di età inferiore o uguale ai sei anni assommavano a 5.746, dei quali 2.981 maschi e 2.765 femmine. Infine, coloro che erano in grado di saper almeno leggere e scrivere erano 25.407, dei quali 14.284 maschi e 11.123 femmine.